# The Pact (film 2012)
The Pact è un film del 2012 diretto da Nicholas McCarthy. 
La pellicola horror prodotta dagli Stati Uniti, è stata realizzata soltanto dopo il successo del cortometraggio del regista, mostrato in anteprima al Sundance Film Festival 2012. È uscito il 6 giugno 2012 negli Stati Uniti e l'8 maggio 2012 in Gran Bretagna e Irlanda. Per il formato DVD e Blu-Ray Disc si è dovuto aspettare il 1 novembre 2012.

## Trama
(Annie Barlow)
Nicole Barlow sta ultimando i preparativi per il funerale della madre ed è quindi costretta ad abitare nella sua vecchia casa d'infanzia. Sua sorella, Annie, non intende partecipare, visto che non ha mai perdonato la madre per il modo in cui le trattava.
Nicole cerca allora di contattare la cugina, Liz, e sua figlia, Eva, tramite una videochiamata. Dopo la perdita della connessione, nota una porta aperta, che conduce a una stanza buia. Varcata, la donna urla. 
Annie, nonostante sia riluttante, arriva nella sua casa d'infanzia, ma nota l'assenza di Nicole, cosa che la insospettisce molto, soprattutto quando trova il suo telefono abbandonato. Quella notte, si sveglia da un brutto sogno. Trova poi una foto che ritrae sua madre insieme a un'altra donna. Il giorno dopo avvengono i funerali della deceduta, ma non si vede alcuna traccia di Nicole. Incontra invece Liz ed Eva. Le tre fanno ritorno a casa e si apprestano ad addormentarsi. Annie sogna un uomo a torso nudo che piange e il telefono che indica un luogo preciso. Il sogno fa svegliare la donna, ma quest'ultima nota che Liz è scomparsa. Una strana presenza la prende per le ginocchia, costringendola a fuggire dalla casa insieme a Eva.
La polizia non crede alla storia di Annie e un ufficiale, Bill Creek, la accusa di essere la responsabile della sparizione di Liz. La notte seguente la donna ha un altro incubo, dove vede un uomo piangere e una donna decapitata. Risvegliandosi in un forte stato di agitazione, Annie scappa di casa e fa ritorno soltanto accompagnata da Bill Creek. I due scoprono un passaggio segreto che porta a una camera, dove è possibile spiare tutte le altre. Ma Annie non ha assolutamente nessun ricordo di quella stanza. Non venendo creduta nemmeno questa volta da Bill, Annie chiede aiuto a una vecchia amica di scuola: Stevie Giles. Le due, insieme a un amico della ragazza, si recano nella casa. Stevie incomincia ad avere una crisi e dice che è colpa di “Judas”. Successivamente sviene e Annie riesce a vedere lo spettro di una donna che non è sua madre.
Bill ispeziona la casa quando Annie non è presente, ma ispezionando l'armadio, dove c'è la porta segreta, viene assassinato da uno sconosciuto. Stevie consiglia ad Annie di utilizzare una tavoletta Ouija per parlare con il fantasma, che non ha mai cercato di ostacolarla, bensì di aiutarla a scoprire la verità. Annie e lo spirito parlano e la ragazza scopre di avere uno zio, che è appunto Judas, un serial killer spietato. Per giunta, l'assassino vive in segreto nella casa. I due si affrontano e Annie ne esce vincitrice. Abbandona così il paese e si costruisce una nuova vita insieme a Eve. Tuttavia, mentre le due dormono, Judas, ancora vivo, le osserva.

## Accoglienza
Rotten Tomatoes riporta il 67% di recensioni positive, con una valutazione del 5,7/10. Metacritic gli ha affiliato un punteggio di 54%100 sulla base di dieci recensioni.

## Sequel
Nel settembre del 2014 è uscito un sequel della pellicola, chiamato The Pact 2.